# Entaktogen
Als Entaktogen (vom Adjektiv entaktogen, „das Innere berührend“, aus griechisch en, „innen“, lateinisch tactus „berührt“) werden psychoaktive Substanzen bezeichnet, unter deren Einfluss die eigenen Emotionen intensiver wahrgenommen werden. Der Terminus wurde von dem US-amerikanischen Chemiker David E. Nichols in den 1980er Jahren eingeführt. Seit dieser Zeit werden diese Substanzen auch in der Forschung zur Psychotherapie mit Psychedelika eingesetzt.
Als Entaktogene werden unter anderem folgende psychoaktive Substanzen eingestuft:
- 3,4-Methylendioxyamphetamin (MDA)
- 3,4-Methylendioxy-N-ethylamphetamin (MDE)[1]
- 3,4-Methylendioxy-N-methylamphetamin (MDMA)
- 3,4-Methylendioxy-N-methylcathinon (bk-MDMA, MDMC)
- 4-Brom-2,5-dimethoxyphenylethylamin (2C-B)
- 2,5-Dimethoxy-4-methylphenylethylamin (2C-E)
- 2-Methylamino-1-(3,4-methylendioxyphenyl)butan (MBDB)
- 2-Amino-1-(3,4-methylendioxyphenyl)butan (BDB)
- 4-Hydroxybutansäure (Gammahydroxybuttersäure; GHB)

Praktisch synonym ist der Begriff Empathogen, da sich beide Ausdrücke auf dieselben Substanzen beziehen.